# Vladimir Repijev
Vladimir Repijev, född den 11 juli 1956 i Rostov-na-Donu, Sovjetunionen, död 4 januari 2009 i Moskva Ryssland, var en sovjetisk handbollsspelare.
Han tog OS-silver i herrarnas turnering i samband med de olympiska handbollstävlingarna 1980 i Moskva.